# فيكي مايرون
فيكي مايرون (بالإنجليزية: Vicki Myron)‏ هي أمينة مكتبة وكاتِبة أمريكية، ولدت في 1947 في سبنسر في الولايات المتحدة.